# Lycaena gnoma
Lycaena gnoma är en fjärilsart som beskrevs av Pieter Cornelius Tobias Snellen 1876. Lycaena gnoma ingår i släktet Lycaena och familjen juvelvingar. Inga underarter finns listade i Catalogue of Life.